# Równina Bełżycka
Równina Bełżycka (343.13) – mezoregion fizycznogeograficzny we wschodniej Polsce, w północno-zachodniej części Wyżyny Lubelskiej. Od północy graniczy z Płaskowyżem Nałęczowskim, od wschodu z Wyniosłością Giełczewską, od południa ze Wzniesieniami Urzędowskimi, od południowego wschodu z Kotliną Chodelską a od zachodu na krótkim odcinku z Małopolskim Przełomem Wisły.
Region jest równiną o mało urozmaiconym krajobrazie, osiągającym wysokość od 160 (skarpa ku dolinie Wisły) do 230 m n.p.m. (dział wodny Wisły i Bystrzycy). Podłoże zbudowane jest z margli kredowych i glin zwałowych. Równina Bełżycka jest regionem typowo rolniczym.
Głównym miastem mezoregionu są Bełżyce. Inne miejscowości na obszarze regionu to Niedrzwica Duża, Karczmiska Pierwsze i Wojciechów.